# Gloria Banfield
Gloria Payne Banfield, auch Gloria Payne-Banfield, (* 20. Jahrhundert) ist eine grenadische Politikerin und Diplomatin, die in den 1980ern als Grenada’s Permanent Representative bei den Vereinten Nationen diente. Sie war Minister Counselor für die Grenada Mission in New York und Washington, D.C. und ist Präsidentin der Grenada National Organization of Women (GNOW) Inc. Sie war Parteiführerin der Grenada United Labour Party (GULP) und kandidierte für die Wahlen 2003.

## Karriere
Banfield diente in der Regierung von Sir Eric Matthew Gairy als Vorsitzende der Public Service Commission und Sekretärin des Kabinetts in der Regierung von Sir Nicholas Brathwaite. Sie war zudem Präsidentin der Grenada Netball Association of Extended Care through Hope and Optimism (ECHO) und Präsidentin der Soroptimist International von Grenada.